# ソーキャル・レジェンズ
ソーキャル・レジェンズ（SoCal Legends, 正式名称：Southern California Legends）は、コンチネンタル・バスケットボール・アソシエーション（以下「CBA」）に加盟しているアメリカ合衆国のプロバスケットボールチーム。本拠地はカリフォルニア州の南カリフォルニアだが、具体的な位置は不明。

## 歴史
2005年、元NBA選手でロサンゼルス・クリッパーズなどに所属したゲイリー・グラントが設立し、アメリカのマイナーリーグの1つであるABAにて活動を開始させた。
2005-06シーズンは20勝5敗の好成績を残してディビジョン優勝を果たした。プレイオフに進んだものの、グレートエイト（ベスト8）でロチェスター・レザーシャークス相手に敗退した。シーズンオフにCBA参入が表明されたが、参加は2007-08シーズンからになった。